# 埃布罗河畔贝利利亚
埃布羅河畔贝利利亚（西班牙語：Velilla de Ebro）是西班牙阿拉贡自治区萨拉戈萨省的一个市镇。 总面积60平方公里，总人口261人（2001年），人口密度4人/平方公里。